# Szilágyi Erzsébet fasor
Szilágyi Erzsébet fasor, est une route située à Budapest. Elle délimite les quartiers de Krisztinaváros, Virányos et Kútvölgy (12e arr. au sud et Rézmál et Pasarét (2e arr.) au nord. Elle part de Széll Kálmán tér au sud-est, longe le parc de Városmajor et se ramifie au nord-ouest vers Budakeszi út et Hüvösvölgyi út.